# Manota mexicapan
Manota mexicapan är en tvåvingeart som beskrevs av Heikki Hippa 2009. Manota mexicapan ingår i släktet Manota och familjen platthornsmyggor. Inga underarter finns listade i Catalogue of Life.